# Хассельберг (коммуна)
Хассельберг (нем. Hasselberg) — община в Германии, в земле Шлезвиг-Гольштейн.
Входит в состав района Шлезвиг-Фленсбург. Подчиняется управлению Гельтинг. Население составляет 872 человека (на 31 декабря 2010 года). Занимает площадь 11,3 км².

## История
Впервые это место было упомянуто в 1462 году и первоначально называлось Хесельберх (нем. Heselberch). Название означает «гора с кустами орешника», происходит от датского «hassel» (mdän. «hessel») — «куст орешника». Первоначально эта территория принадлежала земле Кронгут, Гельтинг, а с 15-го века — дворянским поместьям Бакхаген и Масхольм. До 1853 года они образовывали свои собственные судебные округа. После передачи Герцогства Шлезвига прусской Провинция Шлезвиг-Гольштейн, Гундельсби, Хассельберг и Швакендорф стали независимыми сельскими муниципалитетами в округе Фленсбург. Они всегда относились к большому приходу Гельтинг до 1903 года, когда в Гундельсби была освящена новая церковь для его южной части. Сегодня эта церковь имеет общего пастора с ещё более молодой церковью в Масхольме и полностью независима от Гельтинга. В 1970 году три сельских прихода были объединены, причём Хассельберг утвердился как деревня, давшая название.

## Население
| Год  | Численность | Численность |
| ---- | ----------- | ----------- |
| 1975 | 851         | [ 5 ]       |
| 2013 | 841         |             |
| 2014 | 821         | [ 6 ]       |
| 2017 | 789         | [ 1 ]       |
| 2019 | 826         | [ 7 ]       |
| 2021 | 867         | [ 8 ]       |
| 2022 | 886         | [ 9 ]       |
| 2023 | 867         | [ 2 ]       |